# Arab Gas Pipeline
La Arab Gas Pipeline è un gasdotto di gas naturale in Medio Oriente. Esporta gas naturale in Egitto, Giordania, Siria e Libano, con una linea separata per Israele. Ha una lunghezza totale di 1.200 km (750 miglia) e un costo di 1,2 miliardi di dollari.
Il gasdotto parte da Arish in Egitto e arriva fino a Tripoli in Libano.